# Cappella Sansevero

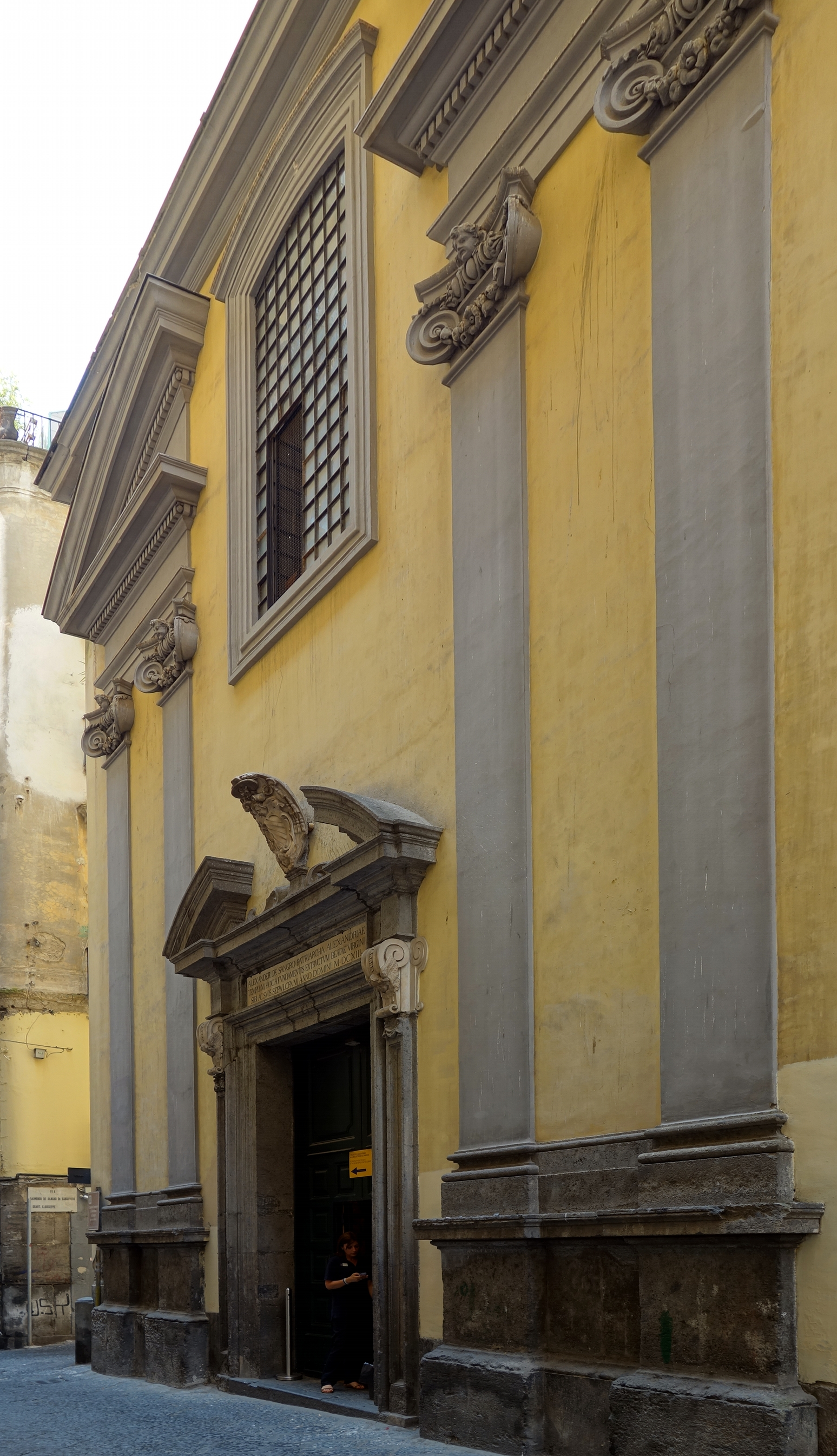
Cappella Sansevero in Neapel, Außenansicht

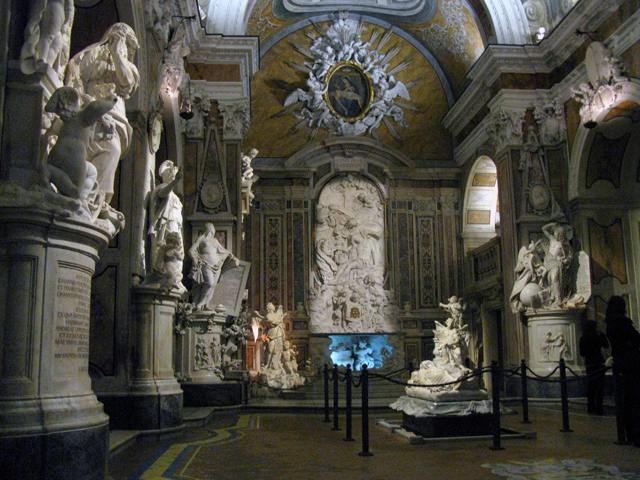
Innenansicht

Cappella Sansevero, auch bekannt als Cappella Sansevero de’ Sangro oder Pietella, ist eine bedeutende Barockkirche im Zentrum von Neapel, Italien. Sie wurde 1590 als Grabstätte für die Familie di Sangro errichtet. Sie war die Privatkapelle des Raimondo di Sangro (1710–1771), Prinz von Sansevero, eines einflussreichen Adeligen, Erfinders, Projektemachers und Alchemisten. 

## Lage
Die Kirche liegt nördlich von San Domenico Maggiore im Zentrum der Altstadt von Neapel.

## Geschichte
Raimondo di Sangro ließ die Kapelle Mitte des 18. Jahrhunderts restaurieren. Viele symbolische Elemente in den Kunstwerken und auf dem Fußboden weisen auf seine Mitgliedschaft der Freimaurer hin.

## Architektur

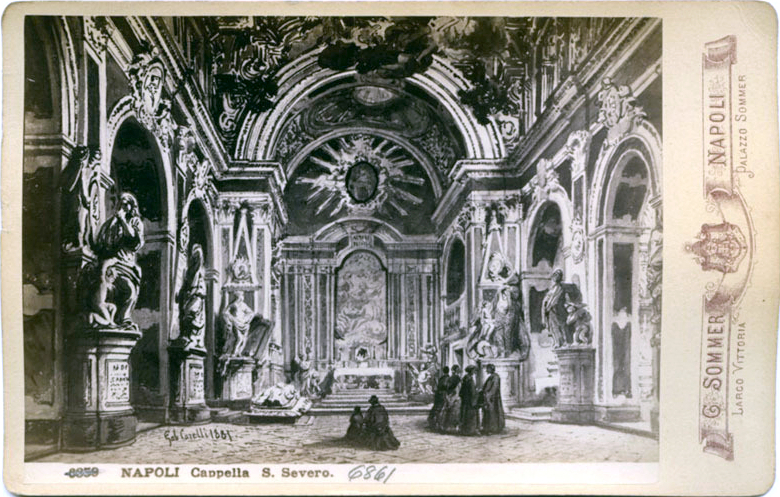
Giorgio Sommer, "Napoli - Cappella S. Severo". Foto einer signierten Skizze "Carelli, 1871"

Die Cappella Sansevero, ein einschiffiger Saalbau, ist ein herausragendes Beispiel für den neapolitanischen Barock und zeichnet sich durch ihre einzigartige Ausstattung aus. Der Saal wird von acht Bögen flankiert, welche zu mehreren Seitenkapellen führen. Ein großer Gurtbogen trennt den Altarbereich vom übrigen Kirchenraum.

## Ausstattung
Zu den herausragenden Kunstwerken gehören:

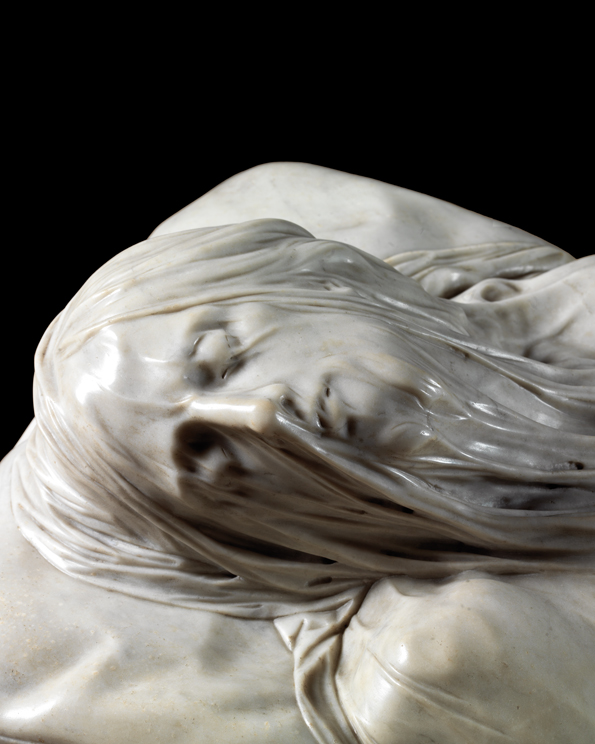
Cristo velato – Detail

• Cristo Velato (Verhüllter Christus) von Giuseppe Sanmartino. Die in der Mitte des Saals aufgestellte Skulptur des liegenden Christus ist aus einem einzigen Block Marmor gefertigt. Dem Künstler gelingt es, die Illusion von Transparenz und Leichtigkeit zu erzeugen, indem er einen durchscheinenden Schleier aus Marmor schuf, der den gesamten Körper Christi bedeckt. Diese Fähigkeit, Marmor so zu bearbeiten, dass er wie ein zarter Stoff wirkt, ist ein herausragendes Beispiel für die technische Meisterschaft des Bildhauers. Die Falten des Schleiers sind derart detailliert und realistisch gestaltet, dass sie den Eindruck erwecken, als seien sie aus Textil gefertigt.
• Disinganno (Die Enttäuschung) von Francesco Queirolo.
• Pudicizia (Die Keuschheit) von Antonio Corradini.

## Cavea
Der unterirdische Raum, der heute als Cavea bekannt ist (Raimondo di Sangro nannte sie „une éspèce de caveau“), entspricht nicht der ursprünglichen Vorstellung des Prinzen. Er war von ihm als Grabtempel für seine Nachkommen gedacht, der zur Hälfte unter dem Niveau des Hauptschiffs der Kapelle liegen sollte. Aus unbekannten Gründen wurde das Projekt jedoch in dieser Form nie vollendet, weder von Raimondo di Sangro noch von seinen Erben.
In einigen Briefen an den Florentiner Dichter und Schriftsteller Giovanni Giraldi, auch bekannt als Il Cieco, sowie den Physiker Jean-Antoine Nollet, beschreibt der Prinz seinen Entwurf im Detail: Der ovale Tempietto, diese Form ist heute noch erhalten, „wird sich als in den Fels gegraben erweisen und genügend Licht von einer Kuppel erhalten, in der einige Fenster geöffnet werden“ (“mostrerà di essere scavato in una roccia, e prenderà bastantissimo lume da una cupola, nella quale saranno aperte alcune finestre”). Er sollte „in acht Bögen mit ebenso vielen Pfeilern“ unterteilt sein („diviso in otto arcate con altrettanti pilastri"), und in den Bögen sollten die Marmorkästen für die Gebeine seiner Nachkommen untergebracht werden.
Im Tempietto werden in Glasvitrinen zwei anatomische Modelle von Giuseppe Salerno (1763–64) aufbewahrt: Das Skelett eines Mannes und einer schwangeren Frau, deren Gefäßsystem jeweils durch ein Netz aus wachsummanteltem Draht nachgebildet ist.